# Teatro Juárez (Guanajuato)
El Teatro Juárez de Guanajuato és un teatre situat en el Jardín de la Unión, s/n, de la ciutat de Guanajuato, a l'estat del mateix nom  (Mèxic). Va ser edificat en el solar d'un antic convent de frares franciscans descalços i inaugurat el 1903.